# Grafheuvels op de Jammerdaalse Heide
De grafheuvels op de Jammerdaalse Heide zijn een groep van zeven grafheuvels gelegen in het natuurgebied de Jammerdaalse Heide in de gemeente Venlo. Tegenwoordig liggen ze gezien vanuit de omliggende kleiputten op een soort plateau daar hoog boven.
De grafheuvels dateren uit de vroege ijzertijd. De oorspronkelijke begraafplaats moet groter zijn geweest dan de huidige zeven grafheuvels. Bij archeologisch onderzoek trof men urnen met crematieresten, en door vuur aangetaste bronzen armbanden en ringen.
Deze zeven grafheuvels zijn rijksmonument.

## Generaalsheuvel
De grootste grafheuvel van de groep heeft een ongeveer twee keer grotere diameter als de andere heuvels en heet de Generaalsheuvel. Deze ligt aan de andere kant van de weg en werd omgeven door een brede greppel. Bij archeologisch onderzoek bleek deze heuvel in het verleden al te zijn leeggeroofd. Vermoedelijk is hier een belangrijk persoon begraven geweest.

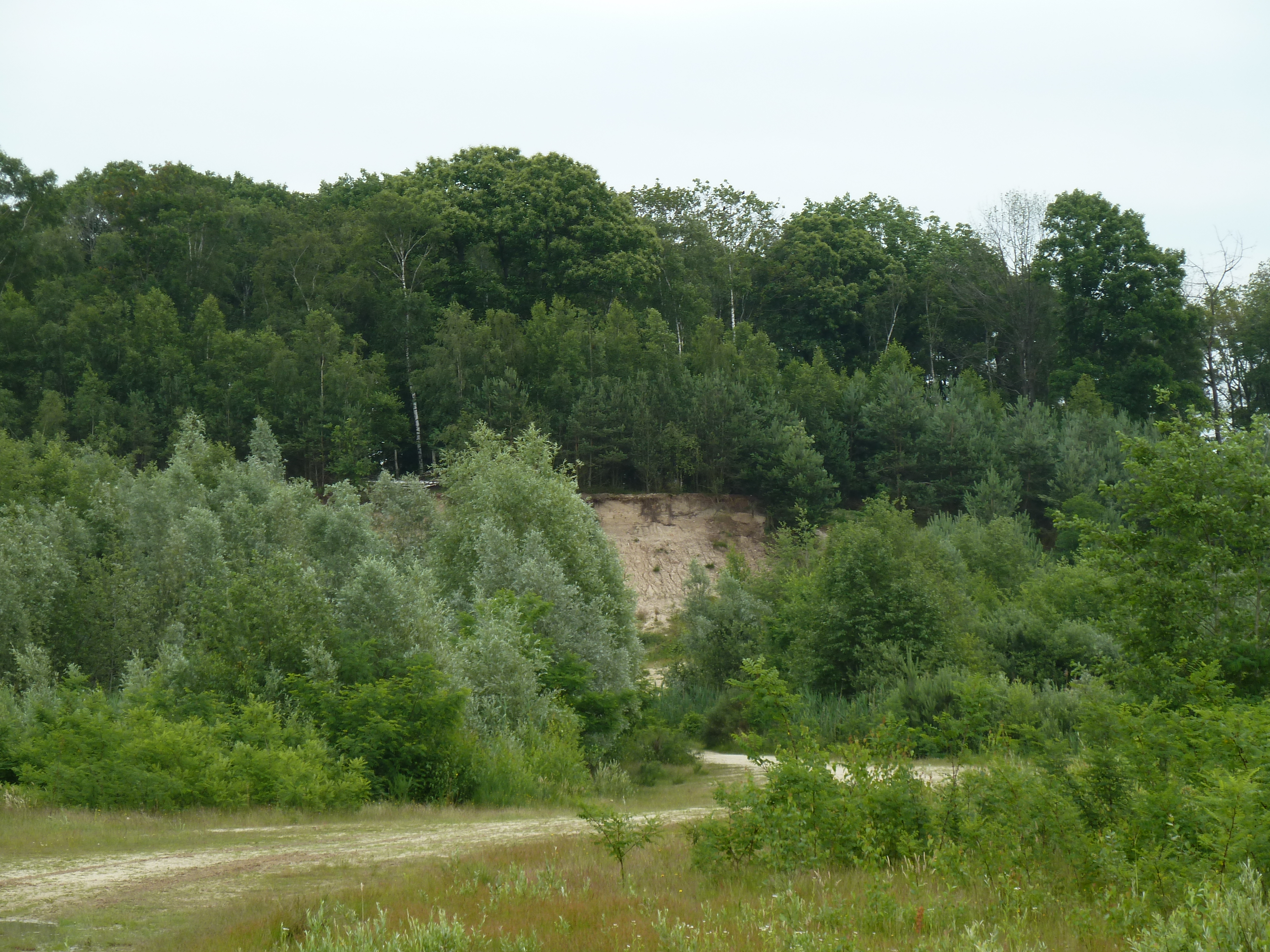
Plateau waarop de grafheuvels gelegen zijn
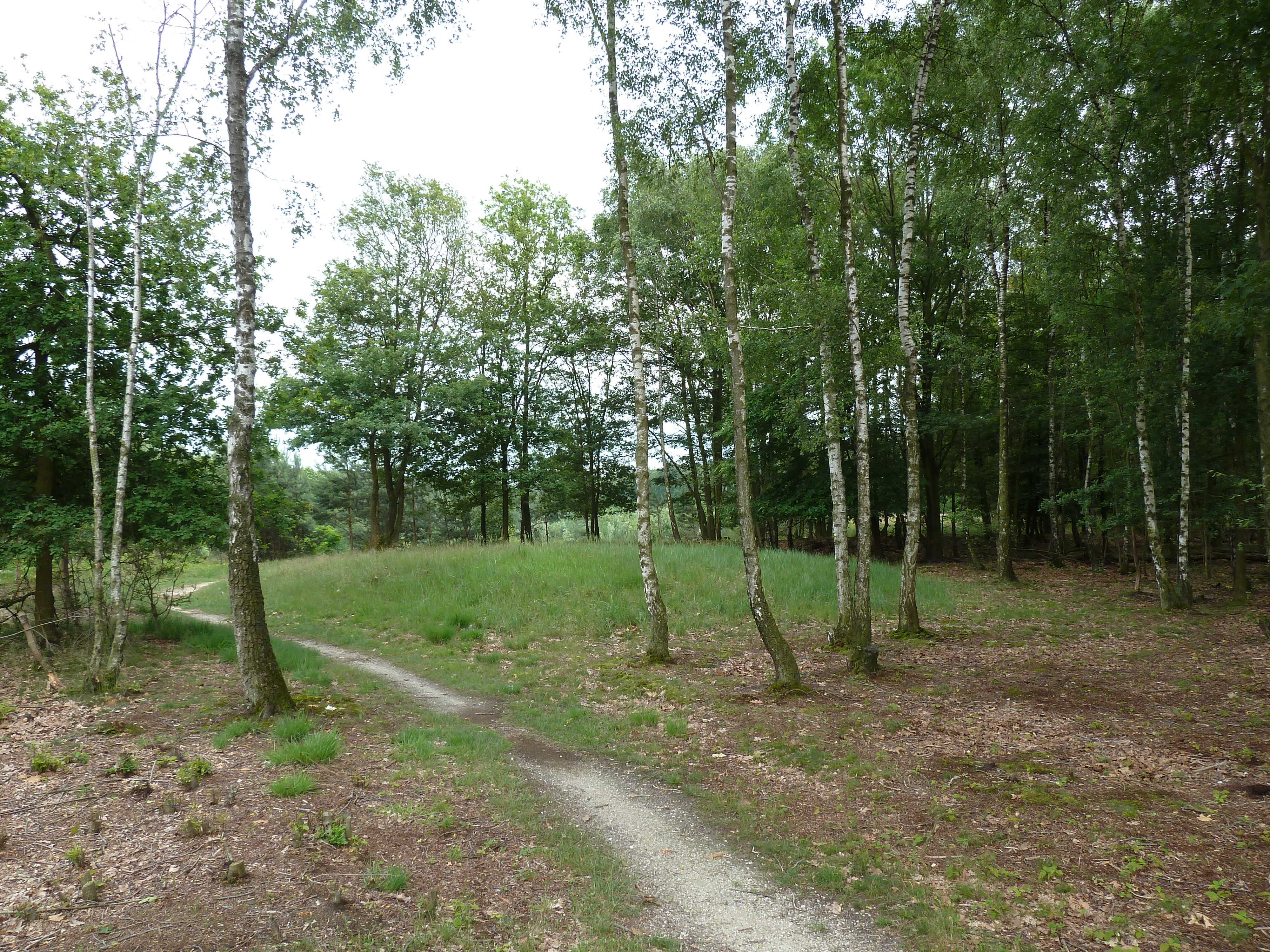
heuvel b
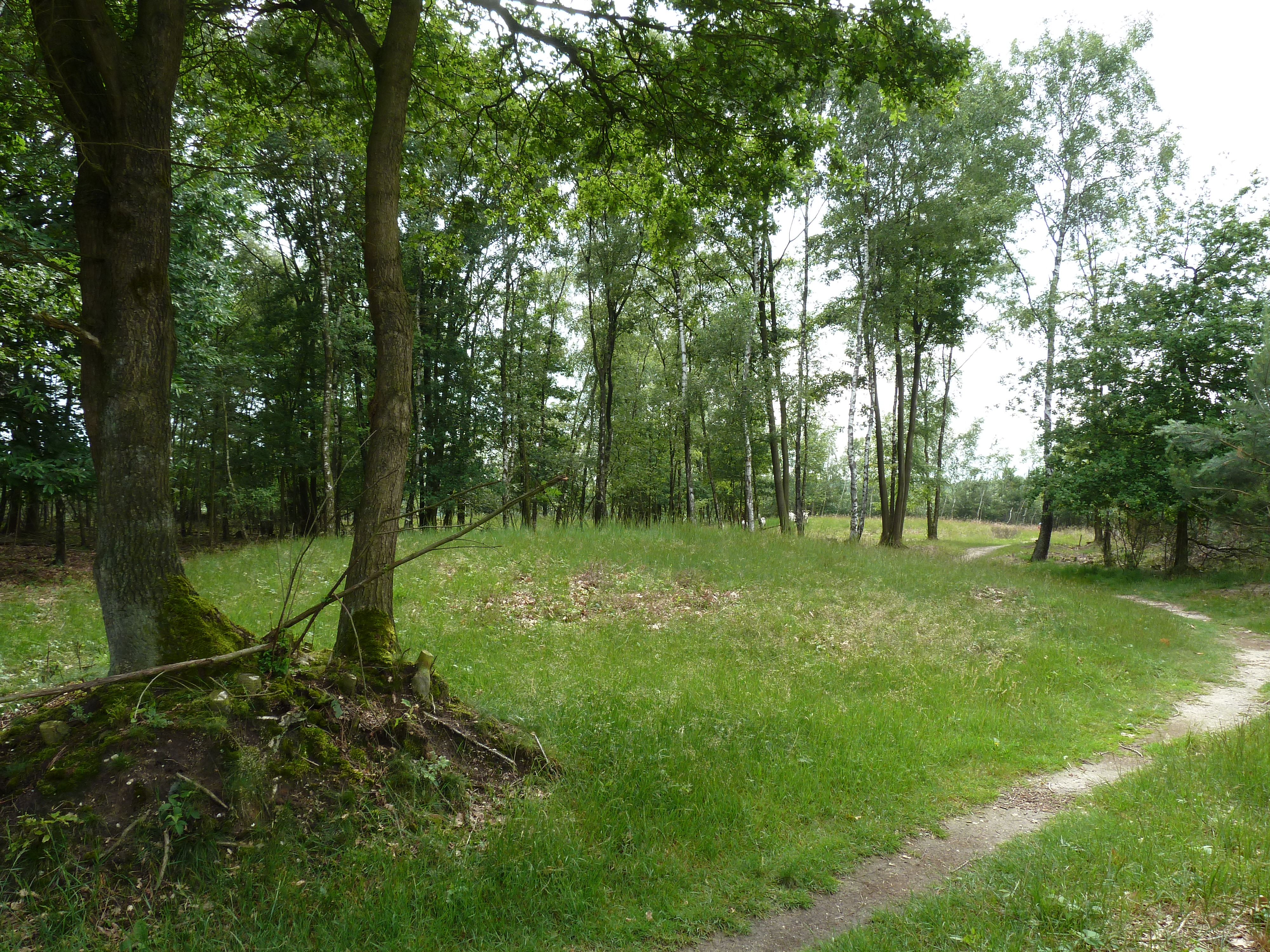
Heuvel c (met d en e op de achtergrond)
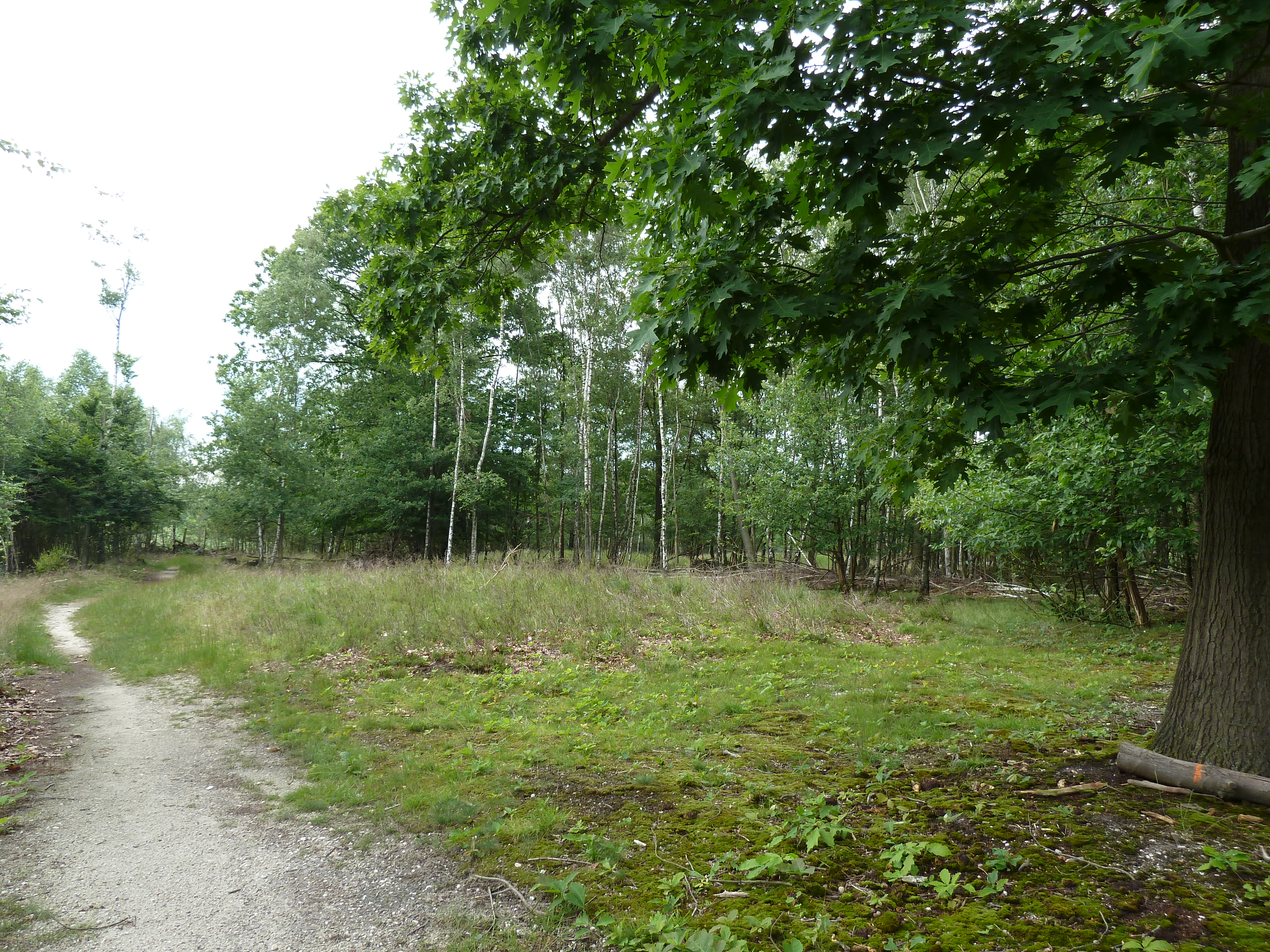
Heuvel e
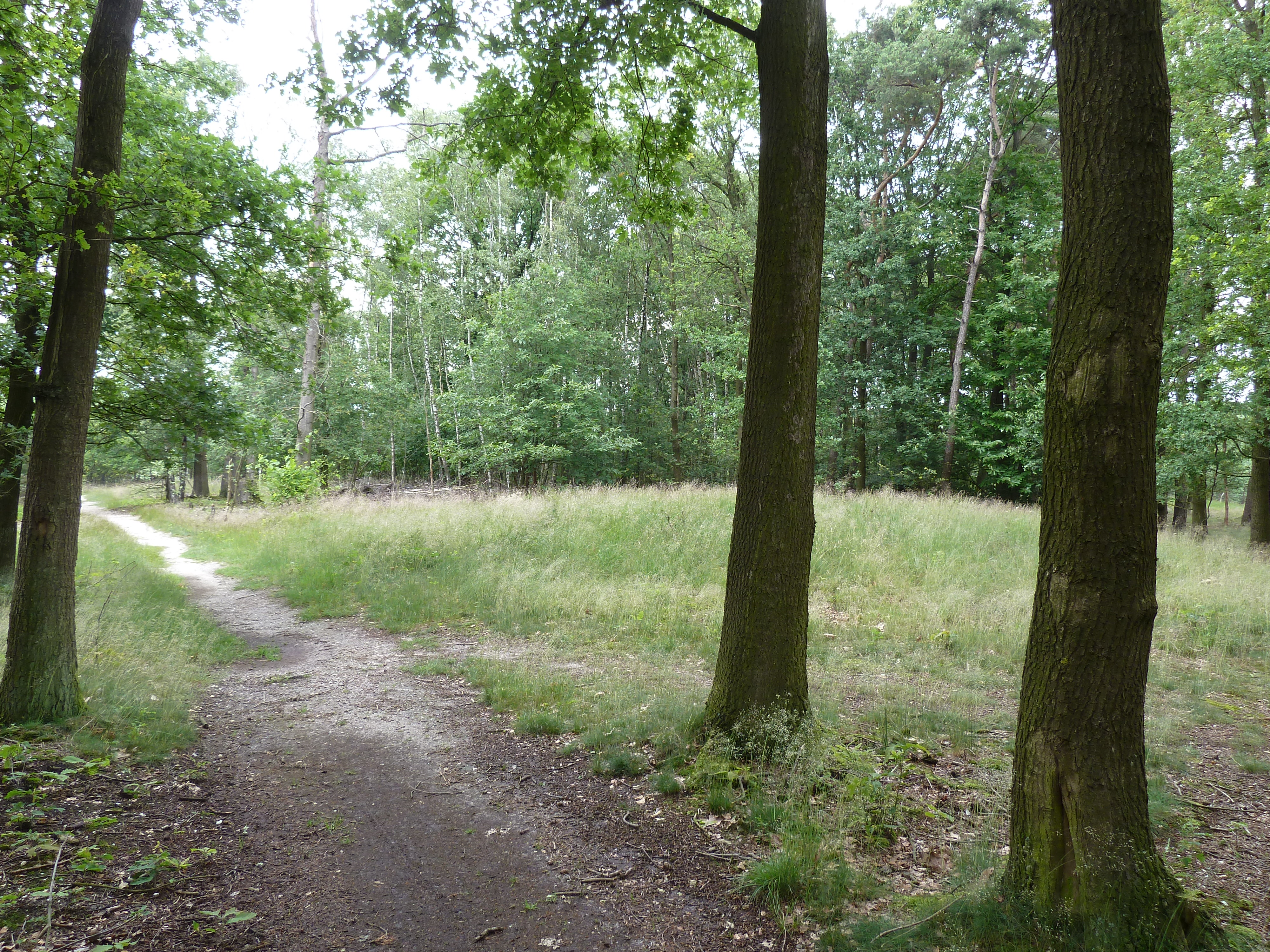
Heuvel f
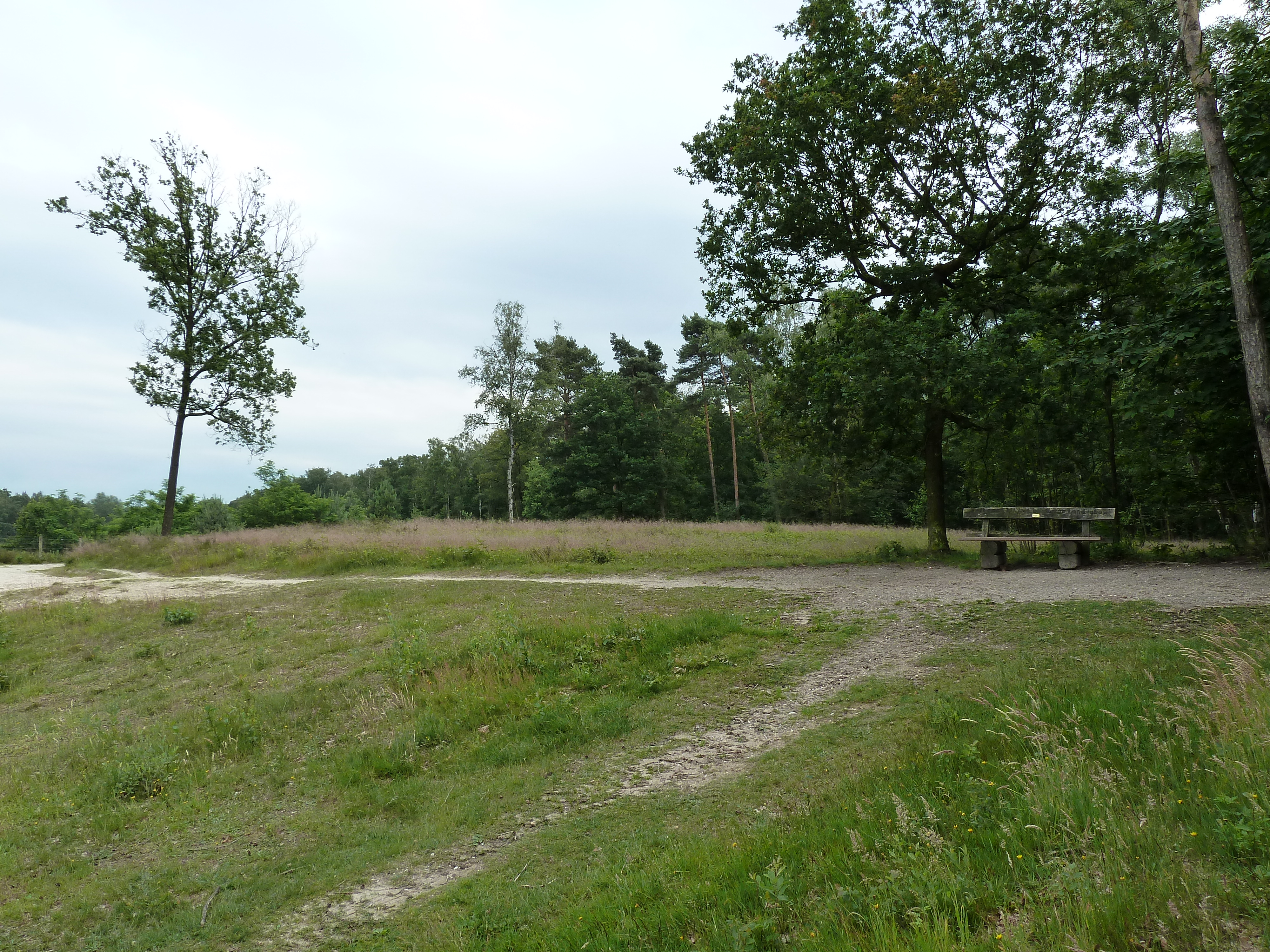
Heuvel g: Generaalsheuvel